# Sorisole
Sorisole là một đô thị ở tỉnh Bergamo trong vùng Lombardia của nước Ý, có vị trí cách khoảng 50 km về phía đông bắc của Milano và khoảng 4 km về phía bắc của Bergamo. Tại thời điểm ngày 31 tháng 12 năm 2004, đô thị này có dân số 8.507 người và diện tích là 12,3 km².
Đô thị Sorisole có các frazioni (đơn vị cấp dưới, chủ yếu là các làng) Petosino and Azzonica.
Sorisole giáp các đô thị: Almè, Bergamo, Paladina, Ponteranica, Sedrina, Villa d'Almè, Zogno.